# Corin Redgrave

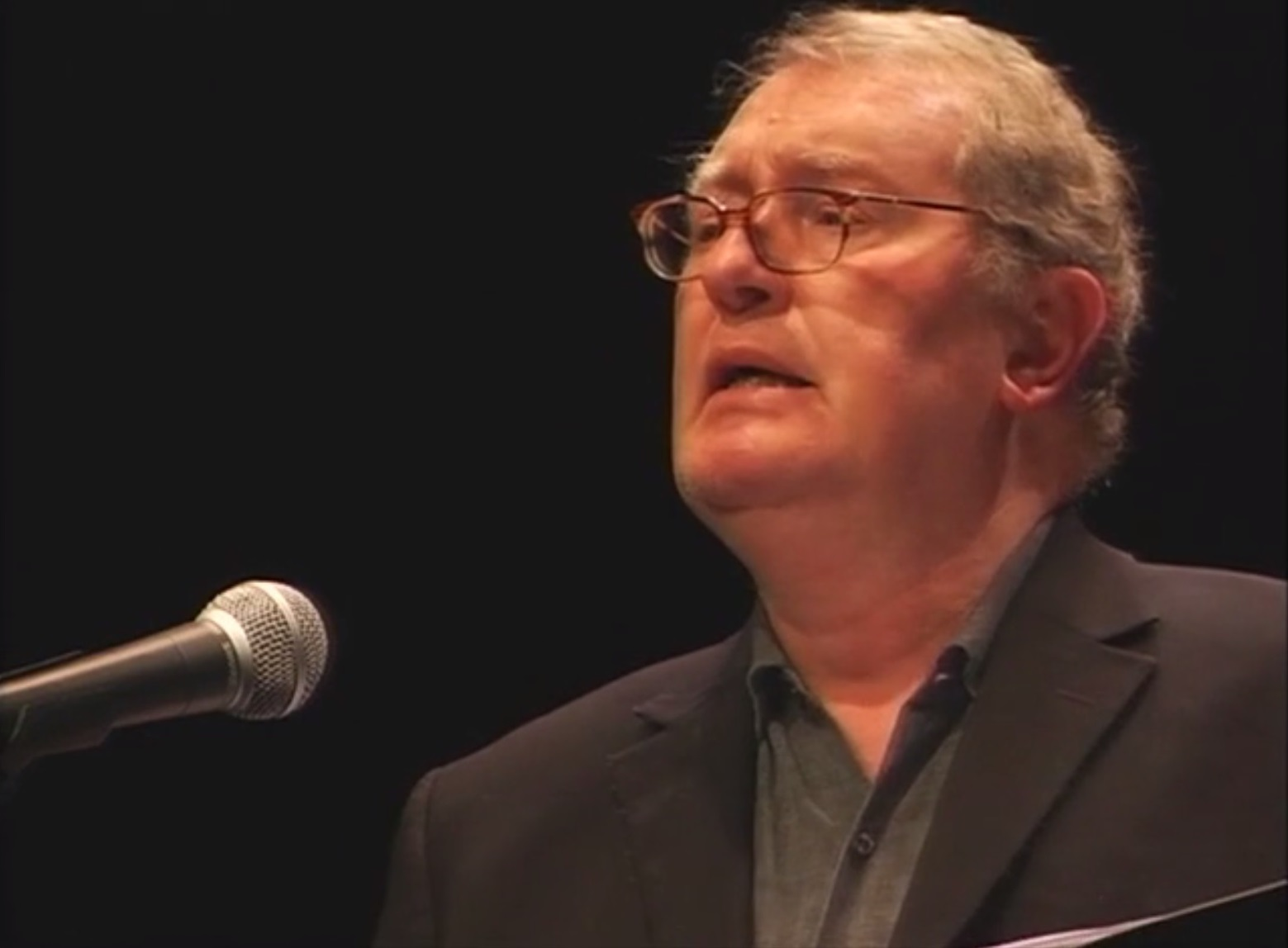
Corin Redgrave (2007)

Corin William Redgrave (* 16. Juli 1939 in London; † 6. April 2010 ebenda) war ein britischer Schauspieler.

## Leben
Redgrave wurde im Londoner Stadtteil Marylebone als Sohn des Schauspielerehepaars Rachel Kempson und Michael Redgrave geboren. Seine Schwestern sind die Schauspielerinnen Lynn und Vanessa Redgrave. Er besuchte die Westminster School und erhielt ein Stipendium zum Studium Alter Sprachen und Altphilologie am King’s College der University of Cambridge. Er wechselte jedoch später das Fach und studierte Englisch. Während der Studienzeit lernte er die Schauspieler Trevor Nunn und Ian McKellen kennen.
Nach seinem Studienabschluss begann seine künstlerische Laufbahn als Regieassistent am Royal Court Theatre in London. Seine erste eigene Inszenierung folgte 1961 mit dem Stück The Scarecrow, einer Adaption von Leonid Andrejews Roman Die sieben Gehenkten. 1962 erfolgte sein Schauspieldebüt als Lysander in William Shakespeares Ein Sommernachtstraum am Royal Court Theatre. Es folgten unter anderem Sebastian in Was ihr wollt (1962, Royal Court Theatre), Mr. Bodley in The Right Honourable Gentleman von Michael Dyne (1964, Her Majesty’s Theatre, London) und Cecil Graham in Lady Windermeres Fächer (1966, Phoenix Theatre). 1972/1973 spielte er den Antipholus of Ephesus in Die Komödie der Irrungen, den Octavius Caesar in Julius Caesar und den Antonius in Antonius und Cleopatra bei der Royal Shakespeare Company.
1998 spielte er am Cottesloe Theatre in London die Rolle des Bert Whalen in Aber nichts von Nachtigallen von Tennessee Williams. Ebenfalls 1998 trat er gemeinsam mit Vanessa Redgrave und Kika Markham am Gielgud Theatre in Noël Cowards Theaterstück A Song At Twilight, in dem er ein beeindruckendes Porträt eines homosexuellen Mannes zeichnete, der seine wahren Gefühle unterdrückt. Spätere Theaterrollen waren die Titelrolle in Macbeth und wiederum an der Seite von Vanessa Redgrave der Leonid Andrejewitsch Gajew in Der Kirschgarten (beide 2000). 2004 übernahm er die Titelrolle in König Lear bei der Royal Shakespeare Company. 2005 gab er Lesungen mit Oscar Wildes De Profundis; zuletzt trat er 2009 am Jermyn Street Theatre mit einem Programm auf, in dem er Briefe des kommunistischen Hollywood-Drehbuchautors Dalton Trumbo las.
Seine Filmkarriere begann 1964 mit der Rolle des Brother Lucius in der Kriminalkomödie Crooks in Cloisters. 1966 spielte er unter der Regie von Fred Zinnemann als William Roper den Schwiegersohn von Thomas Morus in dem Historienfilm Ein Mann zu jeder Jahreszeit, nach dem gleichnamigen Theaterstück von Robert Bolt. 1967 spielte er den David in Sidney Lumets Thriller Anruf für einen Toten. 1968 folgte die Rolle des Captain Featherstonhaugh in Tony Richardsons Der Angriff der leichten Brigade. Später wirkte er unter anderem in den Filmen Excalibur und Vier Hochzeiten und ein Todesfall mit. 1995 übernahm er in einer Produktion der BBC die Rolle des Sir Walter Elliot in der Literaturverfilmung Jane Austens Verführung, nach dem Roman Anne Elliot von Jane Austen. In der Neuverfilmung der Forsyte Saga von 2003 spielte er die Rolle von Jolyon Forsyte Sr. Auch in einigen Fernsehserien trat er auf, wie beispielsweise 1970 an der Seite von Francis Matthews und Ros Drinkwater in einer Doppelfolge der britisch-deutschen Co-Produktion Paul Temple.

## Privates
Corin Redgrave, ein erklärter Marxist, war zeit seines Lebens ein politisch denkender und handelnder Schauspieler. Gemeinsam mit seiner Schwester Vanessa war er Mitglied der Workers’ Revolutionary Party und gründete mit ihr auch eine eigene politische Partei namens Peace and Progress. Er demonstrierte unter anderem gegen das US-Gefangenenlager Guantanamo Bay und unterstützte die Wohltätigkeitsorganisation Viva Palestina.
1995 veröffentlichte Redgrave eine Biografie seines Vaters mit dem Titel My Father, in der er auch dessen Bisexualität bzw. Homosexualität thematisierte. Michael Redgrave war unter anderem mit dem Theaterautor Noël Coward liiert gewesen, in dessen Stücken Corin Redgrave mehrfach auftrat.
Redgrave war seit 2000 an Prostatakrebs erkrankt. 2005 erlitt er einen schweren Herzinfarkt. Er starb am 6. April 2010 im Alter von 70 Jahren im St George’s Hospital, Tooting, South West London.
Redgrave war zweimal verheiratet. 1962 heiratete er Deirdre Hamilton-Hill, ein ehemaliges Model. Die Ehe wurde 1975 geschieden. Deirdre Hamilton-Hill starb 1997 an Krebs. Dieser Ehe entstammen zwei Kinder, die Schauspielerin Jemma Redgrave und der Kameramann Luke Redgrave. Corin Redgrave war ab 1985 in zweiter Ehe mit der Schauspielerin Kika Markham verheiratet. Aus dieser Verbindung stammen zwei weitere Söhne Redgraves (* 1979 und * 1983).

## Filmografie (Auswahl)
- 1962: Die Einsamkeit des Langstreckenläufers (The Loneliness of the Long Distance Runner)
- 1964: Mit Schirm, Charme und Melone (The Avengers, Fernsehserie, 1 Folge)
- 1964: Nicht mit uns, Herr Kommissar (Crooks in Cloisters)
- 1965: Sherlock Holmes’ größter Fall (A Study in Terror)
- 1965–1966: The Newcomers (Fernsehserie, 19 Folgen)
- 1966: Ein Mann zu jeder Jahreszeit (A Man for All Seasons)
- 1966: Anruf für einen Toten (The Deadly Affair)
- 1968: Der Spieler (The Gambler, Miniserie)
- 1968: Der Angriff der leichten Brigade (The Charge of the Light Brigade)
- 1968: Mit Pistolen fängt man keine Männer (La ragazza con la pistola)
- 1968: Teuflische Spiele (The Magus)
- 1968: Diamanten zum Frühstück (Diamonds for Breakfast)
- 1969: Oh! What a Lovely War
- 1970: David Copperfield (Fernsehfilm)
- 1970: Callan (Fernsehserie, 1 Folge)
- 1970: Paul Temple (Fernsehserie, Doppelfolge Mord in München)
- 1971: Das Mörderschiff (When Eight Bells Toll)
- 1971: Manfred von Richthofen – Der Rote Baron (Von Richthofen and Brown)
- 1971: Vacation (La vacanza)
- 1974: Antonius und Cleopatra (Antony and Cleopatra, Fernsehfilm)
- 1977: The Governor (Miniserie, 6 Folgen)
- 1981: Excalibur
- 1983: Eureka
- 1983: Wagner – Das Leben und Werk Richard Wagners (Wagner, Miniserie)
- 1990: The Fool
- 1993: Im Namen des Vaters (In the Name of the Father)
- 1994: Vier Hochzeiten und ein Todesfall (Four Weddings and a Funeral)
- 1995: Jane Austens Verführung (Persuasion, Fernsehfilm)
- 1996: Ausgesetzt (Throwaways, Fernsehfilm)
- 1997: Im Eishaus (The Ice House, Miniserie)
- 1997–2002: Der Preis des Verbrechens (Trial & Retribution, Fernsehserie, 5 Folgen)
- 1998: Ultraviolet (Fernsehserie, 2 Folgen)
- 2000: Honest – Beinahe ehrlich (Honest)
- 2001: Enigma – Das Geheimnis (Enigma)
- 2002: Ernest Shackleton (Shackleton, Miniserie)
- 2002: Die Forsyte Saga (The Forsyte Saga, Miniserie)
- 2002: Doctor Sleep
- 2002: Waking the Dead – Im Auftrag der Toten (Waking the Dead, Fernsehserie, 1 Folge)
- 2003: To Kill a King
- 2004: Shameless (Fernsehserie, 1 Folge)
- 2004: Enduring Love
- 2004: Spooks – Im Visier des MI5 (Spooks, Fernsehserie, 1 Folge)
- 2005: The Trial of the King Killers
- 2005: G8 auf Wolke Sieben (The Girl in the Café, Fernsehfilm)
- 2009: Schloss des Schreckens (The Turn of the Screw, Fernsehfilm)
- 2010: Moving On (Fernsehserie, 1 Folge)